# رضی چلاجور
رضی چلاجور سیاست‌مدار ایرانی بود، که در دوره بیست و چهارم مجلس شورای ملی به عنوان نماینده نوشهر از استان مازندران  در مجلس شورای ملی حضور داشت.